# 2016年リオデジャネイロオリンピックの陸上競技・女子10000m
2016年リオデジャネイロオリンピックの陸上競技・女子10000m（リオデジャネイロオリンピックにおけるりくじょうきょうぎ・じょし10000メートル）は8月12日にブラジル・リオデジャネイロのエスタジオ・オリンピコ・ジョアン・アベランジェで開催された。当種目はリオデジャネイロオリンピックにおける陸上競技で最初に決勝が行われた。金メダルはこの種目にわずか2回目の出場となったエチオピア代表のアルマズ・アヤナが獲得し、世界新記録となる29分17秒45をたたき出した。前回のロンドンオリンピックで銅メダルに輝いたケニアのビビアン・チェルイヨットは1つ順位を上げて銀メダル、前回覇者のティルネシュ・ディババは銅メダルを獲得した。

## ハイライト
エチオピアのティルネシュ・ディババは前回ロンドンオリンピックの覇者として、ケニアのビビアン・チェルイヨットは2015年世界陸上競技選手権大会の覇者として今大会に臨んだ。しかしながら今大会に今季最高記録かつここ7年間で最高記録となる30分07秒00を保持して試合に臨んだのは、その記録をデビュー戦でマークしたアルマズ・アヤナであった。
レースの序盤で出場した37人の先陣を切ったのはケニアのアリス・アプロット・ナワウーナであった。ナワウーナは急速にペースを上げ、選手の列から抜け出し、5周目には先頭集団が8人に絞られた。その8人はケニア勢3人（ナワウーナ、チェルイヨット、ベッツィ・サイナ）とエチオピア勢3人（アヤナ、ディババ、ゲレテ・ブルカ）、トルコのヤスミン・キャン、アメリカのモリー・ハドルであった。レースは通常の国際大会に比してハイペースで推移した。先頭8人からハドルがまず脱落、続いてブルカが脱落した。12周目に突如ナワウーナをアヤナが抜き去り、既に最後尾の選手を周回遅れにしていた先頭集団のペースを乱した。
アヤナはハイペースを維持し、さらに加速し、平均71秒で周回した。チェルイヨットは唯一アヤナに食らい付いたが、15〜20秒近くアヤナに引き離されていた。アヤナは10位以下の選手全員を周回遅れにする力走で29分17秒45をマークしてゴールし、王軍霞が22歳の時に記録した世界記録（この記録は当時他の選手より20秒も速く、ドーピング疑惑が浮上していた）を14秒も更新した。チェルイヨットは王が保持していた世界記録よりも1秒遅れてゴールした。前回覇者のディババは歴代4位となる29分42秒56を出して銅メダルを獲得、序盤を率いたナワウーナも30分を切る快走で、歴代5位となる29分53秒51で4位入賞を果たした。
アヤナの世界新記録とオリンピック新記録に加え、今大会では8つの国内新記録が樹立された。序盤で先頭集団につけたハドルは30分13秒17の北中米カリブ記録を更新した。上位20位までで自己新記録を達成できなかったのは4人だけであり、レベルの高さが際立つ大会であった。
日本勢は鈴木亜由子・高島由香・関根花観の3人がエントリーしていたが、鈴木は左足の違和感を訴えて欠場、高島と関根が出場した。両者ともハイペースで展開するレースに適応できず、徐々に集団から遅れを取る厳しい戦いとなり、高島が18位、関根が20位でフィニッシュした。試合後のインタビューで両者とも悔しさをにじませる一方、高島は「ここに立つのが夢だったので嬉しかった」、関根は「東京オリンピックにも出られるように頑張りたい」と語った。

## 日程
時刻はすべてブラジル時間（UTC-3、JST-12）。
| 日                  | 時    | ラウンド |
| ------------------- | ----- | -------- |
| 2016年8月12日金曜日 | 11:10 | 決勝     |

## 記録
今大会までの各種記録は以下の通り。
| 世界記録               | 王軍霞 (CHN)                 | 29:31.78 | 中国北京           | 1993年9月8日  |
| オリンピック記録       | ティルネシュ・ディババ (ETH) | 29:54.66 | 中国北京           | 2008年8月15日 |
| 2016年当季世界最高記録 | アルマズ・アヤナ (ETH)       | 30:07.00 | オランダヘンゲロー | 2016年6月29日 |

今大会で以上の記録はすべて塗り替えられた。
| 世界記録・オリンピック記録 2016年当季世界最高記録 | アルマズ・アヤナ (ETH) | 29:17.45 | ブラジルリオデジャネイロ | 2016年8月12日 |

## 結果
| 順位 | 選手                                                  | 国籍             | 記録     | 備考   |
| ---- | ----------------------------------------------------- | ---------------- | -------- | ------ |
| 0 1  | アルマズ・アヤナ                                      | エチオピア       | 29:17.45 | WR, OR |
| 0 2  | ビビアン・チェルイヨット                              | ケニア           | 29:32.53 | NR     |
| 0 3  | ティルネシュ・ディババ                                | エチオピア       | 29:42.56 | PB     |
| 4    | アリス・アプロット・ナワウーナ                        | ケニア           | 29:53.51 | PB     |
| 5    | ベッツィ・サイナ                                      | ケニア           | 30:07.78 | PB     |
| 6    | モリー・ハドル                                        | アメリカ合衆国   | 30:13.17 | AR     |
| 7    | ヤスミン・キャン                                      | トルコ           | 30:26.41 | PB     |
| 8    | ゲレテ・ブルカ                                        | エチオピア       | 30:26.66 | PB     |
| 9    | カロリーヌ・ビヤーケリ・グレヴダル                    | ノルウェー       | 31:14.07 | PB     |
| 10   | エロイーズ・ウェリングス                              | オーストラリア   | 31:14.94 | PB     |
| 11   | エミリー・インフェルド                                | アメリカ合衆国   | 31:26.94 | PB     |
| 12   | サラ・ラーティ                                        | スウェーデン     | 31:28.43 | NR     |
| 13   | ダイアン・ヌクリ                                      | ブルンジ         | 31:28.69 | NR     |
| 14   | スーザン・クイケン                                    | オランダ         | 31:32.43 |        |
| 15   | ジョー・パベイ                                        | イギリス         | 31:33.44 | SB     |
| 16   | ジェス・アンドリューズ                                | イギリス         | 31:35.92 | PB     |
| 17   | アレクシー・パパス                                    | ギリシャ         | 31:36.16 | NR     |
| 18   | 高島由香                                              | 日本             | 31:36.44 |        |
| 19   | ダリヤ・マスロワ                                      | キルギス         | 31:36.90 | NR     |
| 20   | 関根花観                                              | 日本             | 31:44.44 |        |
| 21   | ドミニク・スコット                                    | 南アフリカ       | 31:51.47 | PB     |
| 22   | ナターシャ・ウォーダック                              | カナダ           | 31:53.14 | SB     |
| 23   | アリア・サイード・モハメド                            | アラブ首長国連邦 | 31:56.74 |        |
| 24   | シトラ・ハミドワ                                      | ウズベキスタン   | 31:57.77 | NR     |
| 25   | ラニ・マーチャント                                    | カナダ           | 32:04.21 | SB     |
| 26   | カルラ・サロメ・ローシャ                              | ポルトガル       | 32:06.05 |        |
| 27   | サロメ・ニャイラルクンド                              | ルワンダ         | 32:07.80 |        |
| 28   | イップ・ファステンバーグ                              | オランダ         | 32:08.92 |        |
| 29   | トリハス・ゲブレ                                      | スペイン         | 32:09.67 | SB     |
| 30   | ヴェロニカ・イングレーゼ                              | イタリア         | 32:11.67 |        |
| 31   | タチエリ・ジ・カルヴァーリョ                          | ブラジル         | 32:38.21 |        |
| 32   | ブレンダ・フローレス                                  | メキシコ         | 32:39.08 | SB     |
| 33   | マリエル・ホール                                      | アメリカ合衆国   | 32:39.32 |        |
| 34   | ベス・ポッター                                        | イギリス         | 33:04.34 |        |
| 35   | マリソル・ロメロ                                      | メキシコ         | 35:33.03 |        |
| N/A  | エカテリーナ・ツングースコワ （Ekaterina Tunguskova） | ウズベキスタン   | N/A      | DNF    |
| N/A  | ジュリエット・チェクウェル                            | ウガンダ         | N/A      | DNF    |